# Leonardo Ramos
Leonardo Alfredo Ramos Giró (Montevideo, 11 settembre 1969) è un allenatore di calcio ed ex calciatore uruguaiano, di ruolo difensore, tecnico dell'Al-Bukayriyah.

## Palmarès

### Giocatore

#### Competizioni nazionali
- Campionato uruguaiano: 1

Progreso: 1989
- Campionato argentino: 2

Vélez Sarsfield: Clausura 1993
River Plate: Apertura 1999

### Allenatore

#### Competizioni nazionali
- Supercopa Uruguaya: 1

Peñarol: 2018